# Borneomymar madagascar
Borneomymar madagascar är en stekelart som beskrevs av Huber 2002. Borneomymar madagascar ingår i släktet Borneomymar och familjen dvärgsteklar.
Artens utbredningsområde är Madagaskar. Inga underarter finns listade.